# Boschi e Sorgenti della Baronia
Boschi e Sorgenti della Baronia è il nome di una zona di protezione speciale (ZPS) che si estende interamente in Campania. 
È situata nella Baronia, in provincia di Avellino ai confini con la Puglia, e occupa una superficie di 3478 ha. 
Il sito, che ricade nella regione biogeografica mediterranea, interessa gli ambiti territoriali dei comuni di: San Sossio Baronia (620 ha), Zungoli (389 ha), San Nicola Baronia (382 ha), Vallesaccarda (368 ha), Flumeri (336 ha), Vallata (302 ha), Trevico (282 ha), Villanova del Battista (273 ha), Castel Baronia (240 ha), Carife (215 ha)
, Scampitella (71 ha). 
L'altitudine massima del sito si raggiunge a Trevico con 1023 m s.l.m. mentre la minima è di 413 m s.l.m.. Risulta essere una delle 31 zone di protezione speciale della Campania, individuate in base alla direttiva Uccelli e appartenenti alla rete Natura 2000. Dallo studio della ZPS si sviluppa il parco urbano intercomunale di interesse regionale "Boschi, sorgenti e geositi della Baronia".